# Manuel Camacho
Victor Manuel Camacho Solís (Mexico-Stad, 30 maart 1946 – 5 juni 2015) was een Mexicaans politicus.
Camacho studeerde economie aan de Nationale Autonome Universiteit van Mexico (UNAM), en was tijdens zijn studie bevriend met onder anderen Carlos Salinas, Emilio Lozoya, José Francisco Ruiz Massieu, Hugo Andrés Araujo en Alberto Anaya. In 1965 sloot hij zich aan bij de Institutioneel Revolutionaire Partij (PRI). In 1982 werd hij onderminister van budget, minister was destijds Salinas. In 1985 werd hij in de Kamer van Afgevaardigden gekozen, en werd datzelfde jaar coördinator van de hulpverlening na de aardbeving van 1985, waarmee hij op het politieke voorplan terechtkwam. Hij leidde na de presidentsverkiezingen van 1988, gewonnen door Salinas maar naar alle waarschijnlijkheid vervalst, de onderhandelingen met de oppositie, maar wist geen akkoord te bereiken. In december 1988 werd hij door Salinas, benoemd tot regent van het Federaal District, een post die gezien kan worden als burgemeester van Mexico-Stad.
Camacho kwam langzaam maar zeker in conflict met Salinas en de rest van de PRI. Als burgemeester van Mexico-Stad ontwikkelde hij zich tot een soort oppositieleider binnen de eigen partij, waardoor hij zekere populariteit genoot. In 1993 werd hij benoemd tot minister van buitenlandse zaken en in januari 1994 als onderhandelaar met de Zapatistische rebellen in Chiapas. Hij hoopte zich presidentskandidaat te stellen voor de presidentsverkiezingen van 1994, maar aangezien hij binnen de PRI weinig steun had werd Luis Donaldo Colosio tot kandidaat aangewezen. Toen Colosio op 24 maart 1994 vermoord werd wezen de beschuldigende vingers aanvankelijk ook snel naar Camacho, maar die bleek er uiteindelijk niets mee te maken te hebben. Wel betekende dit een nog grotere verwijdering tussen Camacho en de PRI, en in oktober 1995 verliet hij die partij.
Twee jaar later richtte hij met Marcelo Ebrard, eveneens een voormalig PRI-politicus de Partij van het Democratische Centrum (PCD) op. In 2000 haalde hij voor die partij 0,8% van de stemmen tijdens de presidentsverkiezingen. Drie jaar later werd de partij opgeheven, en sloot hij zich aan bij de linkse Partij van de Democratische Revolutie (PRD). Hij gold als een van de belangrijkste figuren van de liberale vleugel van die partij. Zijn aanwezigheid binnen de PRD was een van de redenen waarom Zapatistenleider Subcomandante Marcos regelmatig tegen de PRD fulmineert, terwijl de PRD de Zapatisten liever als bondgenoot zien.
In april 2009 meldden de Mexicaanse media dat Camacho Solís getroffen zou zijn door de griepepidemie die het land trof. Een zoon van Camacho meldde dat hij inderdaad ziek was geworden maar dat hij inmiddels aan de beterende hand is.
Hij stierf op 69-jarige leeftijd aan kanker.
- Bibsys: 90663771
- Biblioteca Nacional de España: XX3044225
- Gemeinsame Normdatei: 1056326301
- International Standard Name Identifier: 0000 0000 3320 1918
- Library of Congress Control Number: n90606870
- Nederlandse Thesaurus van Auteursnamen: 070926964
- Système universitaire de documentation: 170282864
- Virtual International Authority File: 33612766
- WorldCat: E39PBJpDPYBDMVjBb7QB4Vyw4q